# Серебренников, Николай Николаевич (искусствовед)
Никола́й Никола́евич Сере́бренников (26 мая [8 июня] 1900, Верхние Муллы, Пермская губерния — 21 мая 1966, Пермь) — русский педагог и искусствовед, посвятивший свою жизнь собранию и изучению пермской деревянной скульптуры, основатель Ильинского районного краеведческого музея.

## Биография
Родился в семье священника и сельской учительницы. В 1919 году служил писарем в армии Колчака, был ранен в голову. Работал учителем школы II ступени в селе Ильинском. C 1923 по 1925 год — научный сотрудник, с 1925 по 1949 год — директор Молотовской галереи, с 1949 по 1960 год — главный хранитель.
Организовал ряд экспедиций на север Пермской области по изъятию церковных ценностей. В ходе одной из экспедиций, в 1923 году, было найдено 248 самобытных деревянных скульптур и множество шедевров древнерусского искусства, которые впоследствии стали основой всемирно известной коллекции деревянной скульптуры Пермской государственной художественной галереи. В 1928 году было опубликовано исследование Серебренникова «Пермская деревянная скульптура» (2-е изд. 1967).
Организовал и до 1942 года возглавлял Пермское отделение Союза советских художников. В годы Великой Отечественной войны обеспечил хранение эвакуированных ценностей Русского музея и Третьяковской галереи.
Супруга — Наталья Васильевна, до 1949 года главный хранитель Молотовской галереи. Прадед Ильи Ткаченко.
Мемориальная доска Н. Н. Серебренникову установлена на здании Спасо-Преображенского собора в Перми (бывшее здание Художественной галереи).